# بوسمغون
بوسمغون (به عربی: بوسمغون) یک شهرداری در الجزایر است که در استان البیض واقع شده‌است. بوسمغون ۵۸۵ کیلومتر مربع مساحت و ۲٬۴۸۰ نفر جمعیت دارد و ۱٬۱۹۹ متر بالاتر از سطح دریا واقع شده‌است.